# Gaston Salmon
Gaston Joseph Clément Marie Salmon (Marcinelle, 1878. március 5. – Veurne, 1918. április 30.) olimpiai bajnok belga vívó.

## Sportpályafutása
Tőr- és párbajtőrvívásban is versenyzett, de nemzetközi szintű eredményt párbajtőrben ért el.